# غار کاوات
غار کاوات بر سر راه کرمانشاه به پاوه در شهرستان‌ روانسر و ۲ کیلومتری غار قوری‌قلعه واقع است.
این غار در کنار روستای شبانکاره از توابع شهرستان‌ روانسر قرار دارد. دهانه غار در ارتفاع ۱۶۶۰ متری از سطح دریا قرار دارد و ابعاد آن ۸×۱۵ متر است که با شیب تندی، یک محوطة بزرگ به طول و عرض ۷۰×۱۱۵ و ارتفاع تقریبی ۶۱ تا ۸۰ متر را تشکیل می‌دهد. در انتهای این محوطة بزرگ، شاخة اصلی غار، با دهانه کوچکتری شروع شده و از قسمت چپ شاخة اصلی، نهر کوچکی به اعماق سنگ‌ها فرو می‌ریزد.
پس از ۴۰ متر پیشروی، برکه آبی به طول ۱۵ متر و عمق ۷۰ سانتی‌متر وجود دارد که در بعضی جاها، عمق آن به ۱/۵ متر می‌رسد. در این قسمت، غار به دو شاخه تقسیم می‌شود. شاخه سمت چپ، بیش از ۸ متر عمق ندارد، ولی شاخه سمت راست حفره و مخزن آب زیرزمینی دارد. پس از گذشتن از این آب، برکه آب دیگری وجود دارد که ۶۰ متر طول و ۲۰ متر عرض دارد و سقف آن در انتهای آب محو می‌شود.

## موقعیت دیدنی کاوات
غار کاوات از غارهای دیدنی و معروف استان کرمانشاه می ‌باشد که در سلسله کوه‌‌های شاهو در شمال روستای شبانکاره از توابع روانسر در فاصله دو کیلومتری غار قوری‌قلعه قرار دارد. در منطقه کوهپایه‌ای اطراف غار باغ‌ها و جنگل‌ها و سبزه زارهای زیبا و متنوعی قرار گرفته است بطوریکه که مردم بومی از این محل به عنوان منطقه تفریحی استفاده می‌کنند.  